# Термоізогіпса
Термоізогіпса (рос. термоизогипса, англ. thermo-contour line, thermo-hypsographic(al) curve, thermo-isohypse; нім. Thermo-Höhenlinie f, Thermo-Isohypsen f) – у фізиці, лінія, що характеризує залежність між фіз. величинами при постійній температурі; в мерзлотознавстві та географії, лінія на карті або профілі, що з'єднує місця з однаковими температурами ґрунтів та гірських порід.